# Jan Poliński

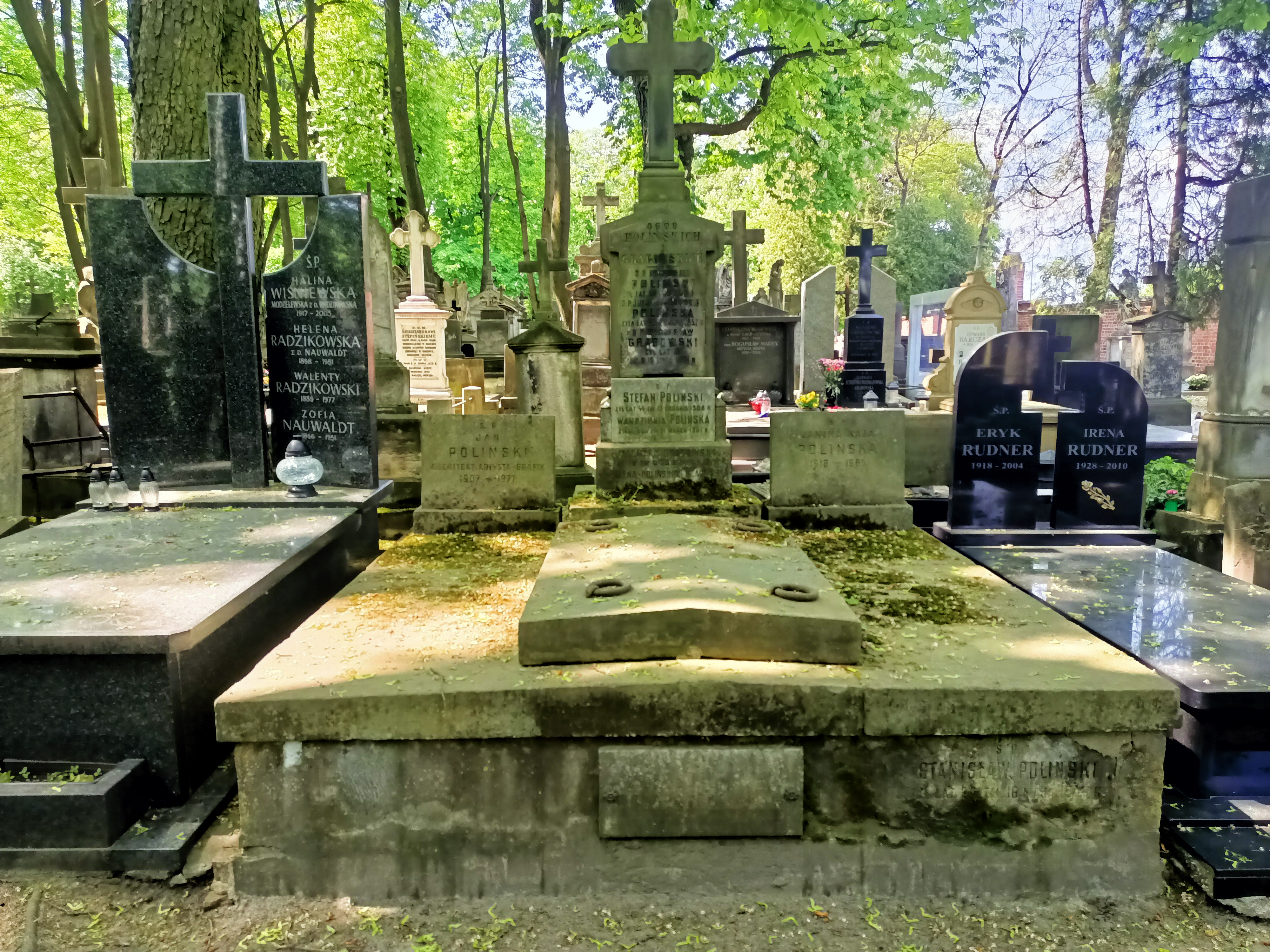
Grób Jana Polińskiego na cmentarzu Powązkowskim w Warszawie

Jan Poliński (ur. 22 lutego 1907 w Warszawie, zm. 30 września 1977 tamże) – polski artysta grafik, architekt wnętrz.

## Życie i twórczość
Absolwent Państwowego Gimnazujum im. Tadeusza Reytana w Warszawie (1926) i Wydziału Architektury Uniwersytetu Warszawskiego (dyplom inżyniera architekta, 1937). W okresie dwudziestolecia międzywojennego prowadził samodzielną praktykę w zakresie projektowania wnętrz i wystaw, działał jako grafik, uczestniczył w licznych konkursach na plakaty. W latach 30. XX wieku związany politycznie z Ruchem Narodowo-Radykalnym „Falanga”, przyjaciel Bolesława Piaseckiego. W 1939 był redaktorem czasopisma „Architektura i Budownictwo”. W 1939, zmobilizowany do wojska, brał udział w kampanii wrześniowej jako podporucznik 1 Pułku Artylerii Przeciwlotniczej, uczestniczył w obronie Warszawy-Okęcia, Lublina, Łucka i Stanisławowa. Uciekł z obozu internowania na Węgrzech, przedostał się do Francji, a następnie służył w Polskich Siłach Zbrojnych w Wielkiej Brytanii, gdzie zorganizował samodzielny referat propagandy i oświaty I Korpusu Polskiego. Współorganizował polski wydział architektury na Uniwersytecie w Liverpoolu.
W 1947 powrócił do Polski, po czym kontynuował działalność jako projektant i architekt wnętrz. Do połowy 1955 pracował w Przedsiębiorstwie Projektowania Budownictwa Miejskiego „Miastoprojekt-Stolica”, później na różnych stanowiskach w przedsiębiorstwach podległych Zjednoczonym Zespołom Gospodarczym „Inco”. Zaprojektował m.in. wnętrza Banku Handlowego w Warszawie, gabinety dyrektorskie i pomieszczenia biurowe Ministerstwa Spraw Wewnętrznych, meble dla biur „Orbisu”, sklepu muzycznego i tekstylnego na placu Konstytucji oraz meble dla apteki przy ul. Marszałkowskiej 62 w Warszawie. Uczestniczył w tworzeniu wystroju wnętrz Centralnego Domu Towarowego w Warszawie (CDT): zaprojektował wnętrza i meble dla pięter typowych, kawiarni na antresoli, restauracji i dancingu „Stolica” na VI piętrze.
Był członkiem Stowarzyszenia Architektów Polskich. Został pochowany na cmentarzu Powązkowskim w Warszawie (kwatera 17, rząd 1, miejsce 5, 6).